# الرقة تذبح بصمت
الرقة تذبح بصمت : الرقة تذبح بصمت، حملة أطلقها مجموعة من ناشطي المجتمع المدني والإعلاميين في محافظة الرقة السورية، في أبريل 2014، لفضح انتهاكات تنظيم داعش الإرهابي، والجماعات المتطرفة، وقد ألقت الضوء على جميع الانتهاكات المرتكبة، وهي صفحة أخبار مستقلة غير حزبية غير ربحية، وأعضاءها غير مرتبطين بأي تنظيمات سياسية أو عسكرية، حصلت الرقة تذبح بصمت خلالها على عدد من الجوائز العالمية منها جائزة حرية الصحافة العالمية.
عملت الرقة تذبح بصمت خلال الثلاث أعوام الأولى، على توثيق انتهاكات تنظيم داعش والتنظيمات المسلحة الأخرى في الرقة وريفها، كما عملت على محاربة فكر التنظيم عبر نشر المقالات الموضحة لسياسة وإيديولوجية التنظيم باللغتين العربية والإنكليزية، كما تم تنفيذ مشاريع ميدانية تستهدف التأثير في نساء المجتمع المحلي بهدف التوعية لمخاطر الانضمام للتنظيم، والزواج من مقاتلي التنظيم، وتنفيذ مشروع خاص باليافعين والأطفال، تم من خلاله توعيتهم ضد مخاطر الانضمام لتنظيم داعش، والاقتراب من مقراتهم، كما عملت الرقة تذبح بصمت على تدريب المواطنين الصحفيين على أمور السلامة الشخصية والرقمية واستخدام المعدات الخاصة بالتصوير.

## النشاطات
تقوم المجموعة بنشر الفيديوهات والصور عن الحياة وجرائم الحرب في مدينة الرقة عبر صفحاتها على مواقع التواصل الاجتماعي.

## الجوائز والتكريمات
حصلت المجموعة على الجائزة الدولية لحرية الصحافة في عام 2015.